# Madona (Lotyšsko)
Madona ( výslovnost) je město v Lotyšsku a správní centrum stejnojmenného kraje. Dle počtu obyvatel je to 24. největší lotyšské město.